# Bistum Tarnów
Das Bistum Tarnów (lat.: Dioecesis Tarnoviensis, poln.: Diecezja tarnowska) ist ein polnisches Bistum der römisch-katholischen Kirche mit Sitz in Tarnów in der Woiwodschaft Kleinpolen. Es gehört seit 1992 als Suffraganbistum zur Kirchenprovinz Krakau.

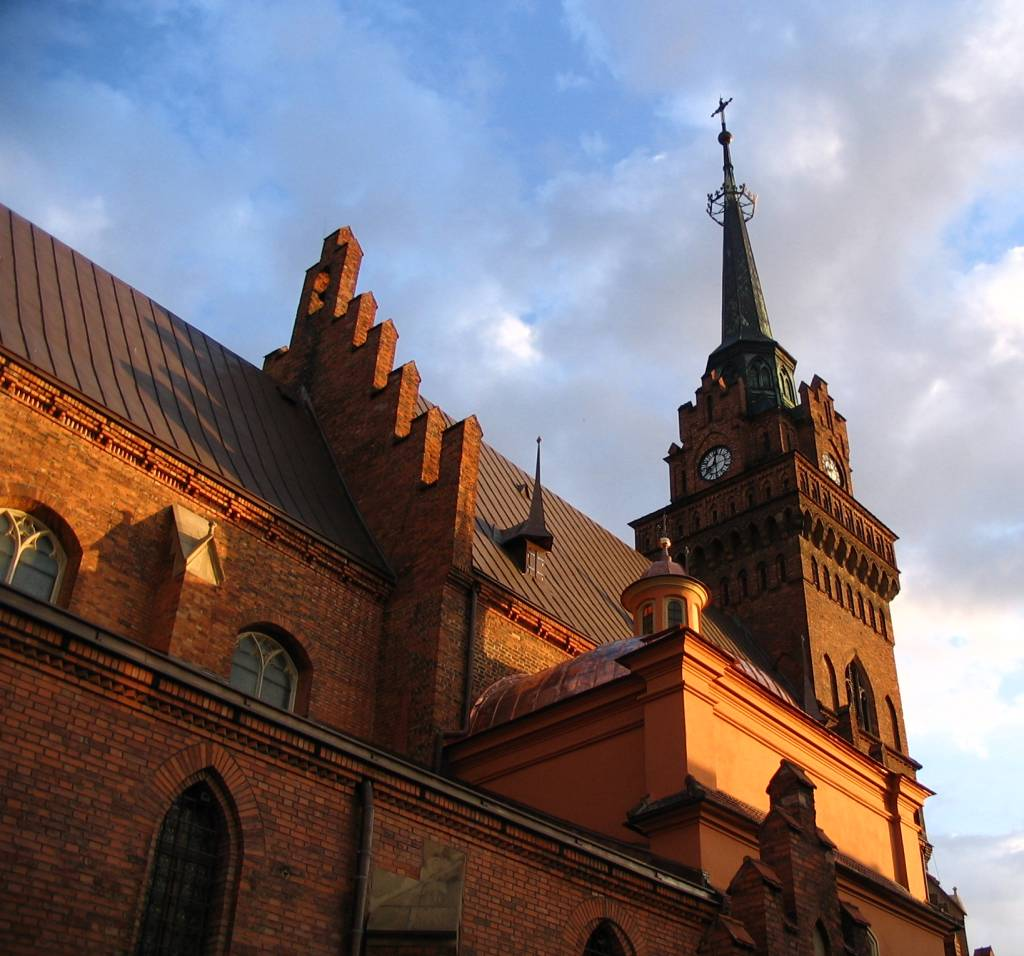
Kathedrale Mariä Geburt in Tarnów

## Geschichte
Nach der ersten Teilung Polens 1772 fiel der südliche Teil des Bistums Krakau an Österreich. Auf Anregung Kaiser Josephs II. wurde 1783 das galizische Bistum Tarnow gegründet und der bisherige Generalvikar Jan Duvall zum Bischof ernannt. In der Vereinbarung mit dem Heiligen Stuhl Suprema Petri beati cathedra wurde es von Papst Pius VI. bestätigt und am 13. März 1786 kanonisch errichtet. Erster amtierender Bischof wurde Florian Amand Janowski, zuvor Abt der Abtei Tyniec, da der ernannte Bischof im Dezember 1785 verstarb. Die Abtei war auch von 1821 bis 1836 Bischofssitz. Am 13. Juni 1805 kam das Gebiet der Diözese zum Bistum Kielce.
Am 20. September 1821 wurde die Diözese als Bistum Tyniec aus Gebieten der Bistümer Krakau und Przemyśl erneut gebildet und am 23. April 1826 in Bistum Tarnow umbenannt.
Im Königreich Galizien und Lodomerien (1861–1918) verfügte der Bischof von Tarnow über eine Virilstimme im Galizischen Landtag.

## Dekanate
- Bochnia-Ost
- Bochnia-West
- Bobowa
- Brzesko
- Ciężkowice
- Czchów
- Dąbrowa Tarnowska
- Dębica-Ost
- Dębica-West
- Grybów
- Krościenko nad Dunajcem
- Krynica-Zdrój
- Limanowa
- Lipnica Murowana
- Łącko
- Łużna
- Mielec-Süd
- Mielec-Nord
- Nowy Sącz-Zentrum
- Nowy Sącz-Ost
- Nowy Sącz-West
- Ołpiny
- Pilzno
- Piwniczna
- Porąbka Uszewska
- Pustków-Osiedle
- Radłów
- Radomyśl Wielki
- Ropa
- Stary Sącz
- Szczepanów
- Szczucin
- Tarnów-Süd
- Tarnów-Nord
- Tarnów-Ost
- Tarnów-West
- Tuchów
- Tymbark
- Ujanowice
- Uście Solne
- Wojnicz
- Zakliczyn
- Żabno

## Bistumspatrone
- Dziewictwo Marii z Nazaretu – Die Jungfräulichkeit Mariens von Nazareth
- Hl. Stanislaus von Krakau am 11. April

besonders verehrt werden auch
- Hl. Andrzej Świerad, Bekenner am 13. Juni
- Hl. Benedikt, Märtyrer am 17. Juli
- Hl. Kinga von Polen am 24. Juli.

## Bischöfe
Siehe Liste der Bischöfe von Tarnów